# Электрон (стадион, Казань)
«Электрон» — стадион, расположенный в Казани в парке имени Карима Тинчурина.
На стадионе играют любительские клубы, в 1997 году Рубин сыграл матч 1/32 кубка России по футболу 1997/1998 с выксинским Металлургом и одержал победу 3:0. Также  на нём иногда играла молодёжная команда Рубина.

## История
На чемпионате мира по футболу 2018 на стадионе тренировалась сборная Германии. К этому событию прошла реконструкция, в ходе которой поменяли газон и установили трибуны на 500 мест. С 2021 года на стадионе играет ФК «Нэфис».